# Neottia microphylla
Neottia microphylla är en orkidéart som först beskrevs av Sing Chi Chen och Yi Bo Luo, och fick sitt nu gällande namn av S.C.Chen, S.W.Gale och P.J.Crib. Neottia microphylla ingår i släktet näströtter, och familjen orkidéer. Inga underarter finns listade i Catalogue of Life.